# Sorvilán
Sorvilán – gmina w Hiszpanii, w prowincji Grenada, w Andaluzji, o powierzchni 34,33 km². W 2011 roku gmina liczyła 577 mieszkańców.
Historia Sorvilána zaczyna się prawdopodobnie w X lub XI wieku, kiedy istniała już jako dom wiejski.